# Saint-Nicolas-des-Laitiers
Pour les articles homonymes, voir Saint-Nicolas.
Saint-Nicolas-des-Laitiers est une ancienne commune française, située dans le département de l'Orne en région Normandie, devenue le 1er janvier 2016 une commune déléguée au sein de la commune nouvelle de La Ferté-en-Ouche.
Elle est peuplée de 77 habitants.

## Toponymie
Le nom de la paroisse est attesté sous la forme Sanctus Nicolaus en 1100. 
L'élément laitiers est le souvenir de l'héritage de la florissante industrie de la métallurgie dans la toponymie régionale.

## Politique et administration
| Période                                  | Période   | Identité        | Étiquette | Qualité    |
| ---------------------------------------- | --------- | --------------- | --------- | ---------- |
| ?                                        | mars 2001 | Michel Legentil |           |            |
| mars 2001                                | En cours  | Patrice Réglait | SE        | Commerçant |
| Les données manquantes sont à compléter. |           |                 |           |            |

## Démographie
En 2021, la commune comptait 77 habitants. Depuis 2004, les enquêtes de recensement dans les communes de moins de 10 000 habitants ont lieu tous les cinq ans (en 2008, 2013, 2018, etc. pour Saint-Nicolas-des-Laitiers) et les chiffres de population municipale légale des autres années sont des estimations.
| 1793 | 1800 | 1806 | 1821 | 1836 | 1841 | 1846 | 1851 | 1856 |
| ---- | ---- | ---- | ---- | ---- | ---- | ---- | ---- | ---- |
| 236  | 219  | 161  | 213  | 310  | 306  | 309  | 302  | 264  |

| 1861 | 1866 | 1872 | 1876 | 1881 | 1886 | 1891 | 1896 | 1901 |
| ---- | ---- | ---- | ---- | ---- | ---- | ---- | ---- | ---- |
| 243  | 225  | 205  | 216  | 208  | 221  | 189  | 183  | 185  |

| 1906 | 1911 | 1921 | 1926 | 1931 | 1936 | 1946 | 1954 | 1962 |
| ---- | ---- | ---- | ---- | ---- | ---- | ---- | ---- | ---- |
| 140  | 126  | 165  | 163  | 153  | 141  | 166  | 151  | 164  |

| 1968 | 1975 | 1982 | 1990 | 1999 | 2008 | 2013 | 2018 | 2019 |
| ---- | ---- | ---- | ---- | ---- | ---- | ---- | ---- | ---- |
| 161  | 125  | 97   | 89   | 83   | 92   | 87   | 82   | 80   |

| 2020 | - | - | - | - | - | - | - | - |
| ---- | - | - | - | - | - | - | - | - |
| 78   | - | - | - | - | - | - | - | - |

## Lieux et monuments
- Vestiges d'une motte féodale[9].